# Дармера
Дармера (лат. Darmera) — род североамериканских многолетних травянистых растений семейства Камнеломковые (Saxifragaceae). Единственный вид — Дармера щитовидная (лат. Darmera peltata). Используется как декоративно-лиственное садовое растение.

## Название
В синонимику вида Darmera peltata входят следующие названия:
- Leptarrhena inundata Behr ex Kellogg
- Peltiphyllum peltatum (Torr. ex Benth.) Engl. — Пельтифиллум щитовидный (под этим названием растение нередко встречается в литературе на русском языке)
- Saxifraga peltata Torr. ex Benth. basionym — Камнеломка щитовидная

## Распространение и экология
Дармера щитовидная произрастает на хорошо увлажнённых почвах и по берегам водоёмов на высотах от 30 до 1800 метров над уровнем моря. Естественный ареал этого вида ограничен двумя американскими штатами — Калифорнией и Орегоном.

## Биологическое описание

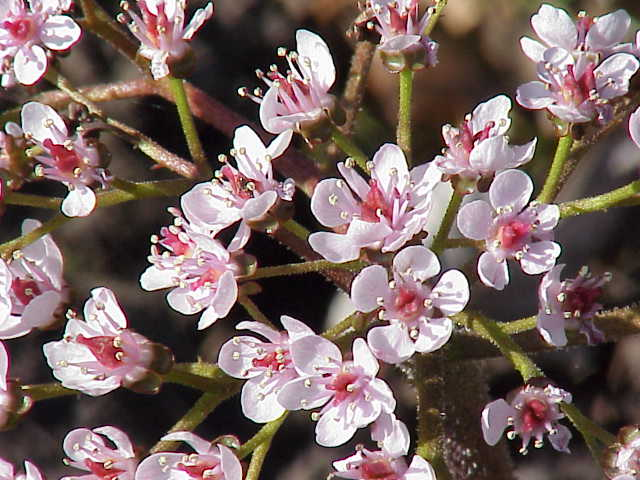
Дармера щитовидная, цветки крупным планом

Листья: простые, щитковидные, пластинка округлая, 10–90 см в ширину, черешок длиной 20–150 см.
Соцветия: 30—150 см высотой, появляются раньше листьев. Цветки светло-розовые, длина тычинок — 4 мм. Время цветения: апрель—июль.
Семена: 1—1,5 мм.
Кариотип: 2n = 34.

## Использование
Растение употреблялось в пищу представителями племён мивоки и карук. В племени карук использовали настой из корней для внутриутробной коррекции развития плода. Беременные женщины употребляли настой, когда опасались, что его большие размеры могут осложнить роды.

## Культивирование

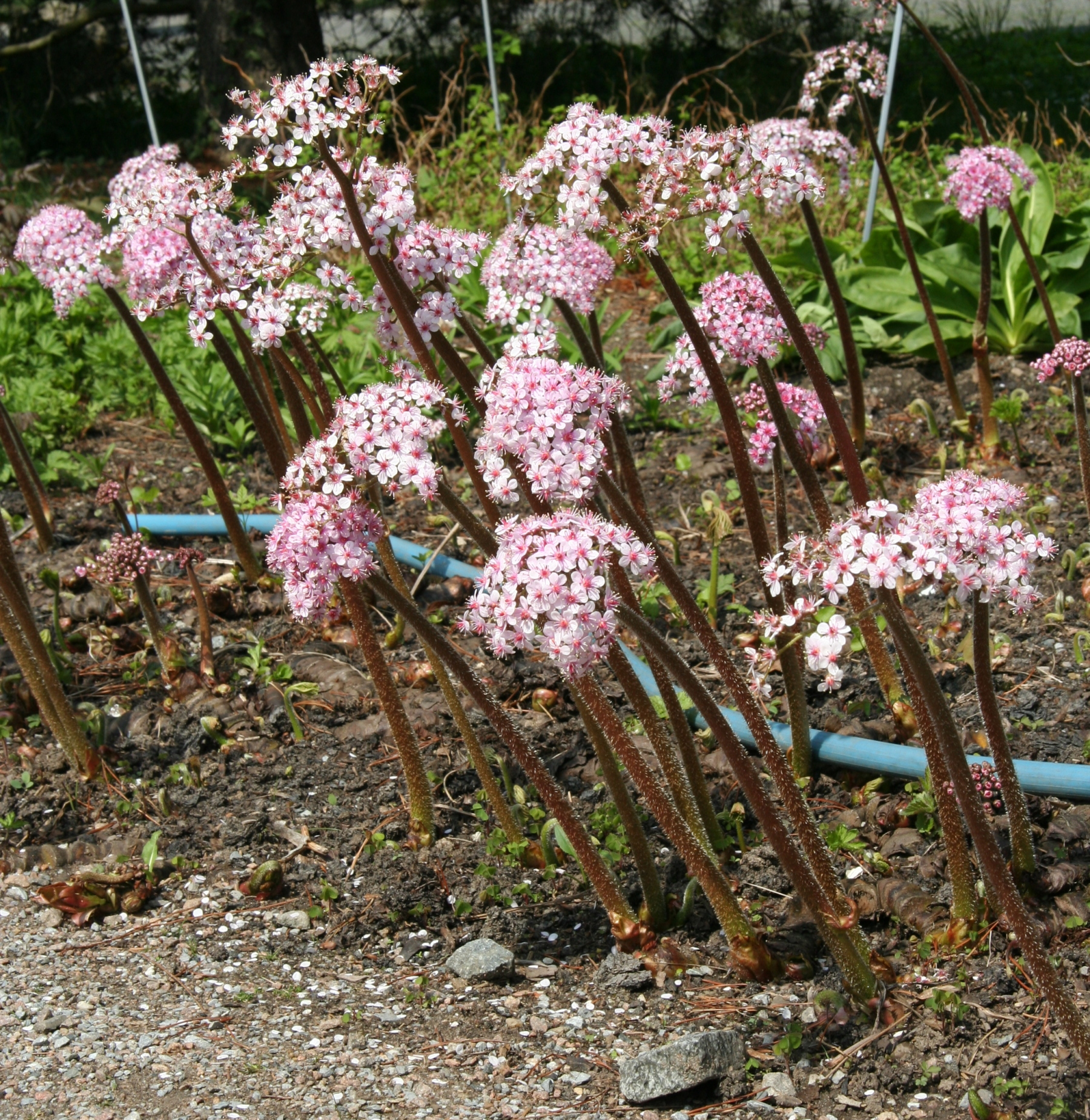
Дармера щитовидная, цветущее растение

Дармера щитовидная декоративна с момента цветения до осени, когда её листья окрашиваются в оранжевые тона.
Рекомендуется посадка на плодородных, рыхлых, хорошо увлажнённых почвах. Считается растением полутени, однако наиболее плотные и эффектные куртины формируются в условиях яркого освещения.
Размножают частями корневищ с верхушечным почками ранней весной, до начала отрастания цветоносов, или в августе — начале сентября. В первый год после пересадки или деления растения растут слабо. Семена высевают с марта по май, сеянцы растут очень медленно.
Дармера используется для декорирования берегов водоемов, где хорошо сочетаются с роджерсией, астильбой и ирисом аировидным.
Также этот вид высаживают северной или восточной стороны построек, под пологом широколиственных пород деревьев, с теневыносливыми кустарниками лещиной, бересклетом и травянистыми многолетниками.
В средней полосе России зимует без укрытия..